# Konrad VI. (Oels)
Konrad VI. von Oels (auch Konrad VI. „Dechant“; lateinisch Conradus Decanus * 1387/1391; † 3. September 1427) war von 1412 bis zu seinem Tod 1427 gemeinsam mit seinen Brüdern Herzog von 
Oels und ab 1416 Herzog von Steinau. Sein Beiname leitet sich ab vom Amt des Domdechanten am Breslauer Domkapitel, das er ab 1414 bekleidete. 

## Leben
Konrad VI. „Dechant“ entstammte dem Glogauer Zweig der Schlesischen Piasten. Er war der drittgeborene Sohn des Herzogs Konrad III. von Oels († 1412) und der Jutta/Gutha, deren Herkunft nicht bekannt ist. Er hatte vier Brüder, die der Tradition des Hauses Oels entsprechend ebenfalls den Vornamen Konrad trugen. Zur Unterscheidung untereinander werden sie deshalb mit individuellen Beinamen bezeichnet. Außerdem hatte Konrad VI. zwei Schwestern: Euphemia († 1444), die in erster Ehe mit Kurfürst Albrecht III. von Sachsen-Wittenberg († 1422) und danach mit dem Fürsten Georg I. von Anhalt-Zerbst († 1444) verheiratet war, sowie Hedwig († 1447/53), Ehefrau des Herzogs Heinrich IX. von Glogau († 1467).
Nach dem Tod des Vaters Konrad III. 1412 standen Konrad VI. und seine Brüder zunächst unter der Vormundschaft ihres ältesten Bruders Konrad IV. „Senior“; er übernahm zunächst auch die gemeinsame Regierung über die Herzogtümer Oels, Cosel und Steinau sowie halb Beuthen. Auch nach der 1416 erfolgten formellen Teilung des väterlichen Erbes verwalteten die Brüder ihre Gebiete teilweise gemeinsam. Da sich Konrad VI. „Dechant“ wie auch seine Brüder Konrad IV. „Senior“ und Konrad VIII. „der Junge“ dem geistlichen Stand zuwandten, übten der zweitgeborene Konrad V. „Kanthner“ und der viertgeborene Konrad VII. „der alte Weiße“ die Regentschaft aus und waren deshalb Nutznießer der ererbten Besitzungen. Um die Geldnöte seiner Brüder zu mindern, kaufte der älteste Bruder Konrad IV. „Senior“, der seit 1417 Bischof von Breslau war, 1419 kraft seines Amtes sich selbst und seinen Brüdern Kanth ab, das er dem Domkapitel verpfändete.
Bereits für das Jahr 1413 ist Konrad VI. „Dechant“ als Breslauer Kanoniker und Scholastiker von Glogau belegt. Ein Jahr später wurde er vom Breslauer Bischof Wenzel zum Domdechanten des Domkapitels ernannt. Nach der 1416 erfolgten Teilung des ererbten väterlichen Besitzes wurde ihm und seinem jüngsten Bruder Konrad VIII. „dem Jungen“ († 1444/47) vermutlich das Gebiet von Steinau zugewiesen, über das sie jedoch nicht frei verfügen  konnten.
Konrad VI. „Dechant“, der nicht verheiratet war und keine Nachkommen hinterließ, starb 1427. Sein Leichnam wurde in der Klosterkirche von Leubus beigesetzt.